# Ekaterini Nikolaidu
Ekaterini Nikolaidu (22 października 1992 w Katerini) – grecka wioślarka.

## Osiągnięcia
- Mistrzostwa Świata Juniorów – Brive-la-Gaillarde 2009 – czwórka podwójna – 8. miejsce[1].
- Mistrzostwa Świata Juniorów – Račice 2010 – jedynka – 3. miejsce[1].
- Mistrzostwa Europy – Montemor-o-Velho 2010 – dwójka podwójna – 7. miejsce[1].